# Blågrøn gåsefod
Blågrøn Gåsefod (Chenopodium glaucum) er en 10-50 cm høj urt, der i Danmark f.eks. findes på strandenge og omkring bebyggelse.

## Beskrivelse
Blågrøn Gåsefod er en enårig plante, der blomstrer i juli til september. Hovedstænglen er 15-50 cm lang, oftest nedliggende med udspilede grene, sjældnere opret. Bladene er ret tykke (sukkulente), små ægformede til elliptiske, med rundbugtet bladrand, sjældnere med små spidse tænder. Bladoversiden er grøn-blågrøn og glat, mens undersiden er hvid til blågrå af tætsiddende saftfyldte hår.
Blomsterne sidder i tætte nøgler på bladede aks, hvoraf de øvre kan være bladløse. De enkelte blomster har svagt kølede blosterblade. Frugten er en nød, 0,6-0.9 mm i diameter, fladtrykt og oval til kredsrund. Nødden sidder vandret i bægeret i endestillede blomster, mens de sidder lodret i de sidestillede blomster. Nøddens kant er afrundet. Frøgemmet er løst tilhæftet frøskallen eller kun noget tilhæftet. Frøet er glinsende, rødbrun til sort, næsten glat, med fint netmønster på overfladen.

## Hjemsted
Blågrøn Gåsefod vokser for det meste på næringsrig bund, der kan være muld, ler eller grus. Den forekommer af og til som ukrudt i haver, men den kan også træffes langs veje, på strandenge, i strandsumpe, ved damme, møddinger og ruderater. Sandsynligvis oprindelig langs kysten.
I Danmark er planten er almindelig på Lolland og Falster, hist og her på Øerne og i Østjylland, mens den er meget sjælden i resten af landet.

## Chenopodium glaucum
| Portal | Portal:Botanik |